# راجر اسلک
راجر اسلک (انگلیسی: Roger Slack; ۲۲ آوریل ۱۹۳۷ – ۲۴ اکتبر ۲۰۱۶) دانشمند در زمینه بیوشیمی اهل بریتانیا بود.
وی همچنین برندهٔ جوایزی همچون همکار انجمن سلطنتی شده‌است.